# Shane Sutherland
Shane Sutherland (Wick, 23 oktober 1990) is een Schotse voetballer, een aanvaller, die sinds 2010 voor de Schotse eersteklasser Inverness CT speelt.